# أمانيتية قيصرية
أمانيتية قيصرية (الاسم العلمي: Amanita caesarea) هو فطر صالح للأكل يتبع جنس أمانيت من فصيلة أمانيتية، موطنه جنوب أوروبا وشمال إفريقيا. وَصَفَهُ جوفاني أنطونيو سكوبولي لأول مرة في عام 1772، لكنه كان معروفًا قبل ذلك للحكام الأوائل للإمبراطورية الرومانية.

## الوصف
له قبعة برتقالية مميزة وسويقة صفراء. عُزِلَتْ الأحماض العضوية من هذا النوع. تحدث الأنواع البرتقالية المماثلة في أمريكا الشمالية والهند. كان معروفًا وقيمًا من قبل الرومان القدماء، الذين أطلقوا عليه اسم بوليط، وهو الاسم المطبق الآن على نوع مختلف تمامًا من الفطريات. على الرغم من أنه صالح للأكل، إلا أن فطر قيصر يرتبط ارتباطًا وثيقًا بالذبابة الغارية ذات التأثير النفساني، وأمانيت فالوسياني السامة القاتلة والملائكة المدمرة.